# Hanns Reinholz
Johannes „Hanns“ Florenz Reinholz, nach Namensänderung John Reynolds (Deckname „Hans Holz“) (* 22. Juli 1904 in Charlottenburg; † 20. Januar 1962 in London) war ein deutscher Journalist, Nachrichtenmann und Schriftsteller.

## Leben
Johannes Reinholz wurde im Juli 1904 als unehelicher Sohn der Schauspielerin und Sängerin Katharina Reinholz in Charlottenburg geboren. Seine Mutter, die sich inzwischen den Künstlernamen Käthe Erlholz zugelegt hatte, heiratete im Dezember 1909 den jüdischen Kabarettisten und Theaterdirektor Rudolf Nelson. Im Oktober 1910 wurde sein Halbbruder Herbert Nelson geboren.
Nach dem Schulbesuch begann Hanns Reinholz als Journalist zu arbeiten. Er arbeitete nacheinander als Redakteur für das Berliner Journal, die Großberliner Nachrichten und die Deutsche Allgemeine Zeitung.
Ende 1931 rief Reinholz das nach ihm benannte „Pressebüro Reinholz“ ins Leben, das eine als Berlin Express betitelte Pressekorrespondenz herausgab. 1935 verkaufte er die Korrespondenz, die zwei- bis dreimal pro Woche erschien und ihren Titel am 23. April 1932 in Politische Korrespondenz geändert hatte, an den Korrespondenzverleger Schmidt-Eichwalde.
1934 übernahm Reinholz die Hauptschriftleitung der Pommerschen Tagespost, die er bis zum Ende desselben Jahres beibehielt. Während der Röhm-Affäre vom 30. Juni 1934 hielt Reinholz sich, da er sich als Informant des ermordeten Herbert von Bose bedroht fühlte, auf dem Land verborgen.
1936 wurde Reinholz der Korrespondent des Horn-Verlages. Zur selben Zeit begann er, sich verstärkt schriftstellerisch zu betätigen.
1939 ging Reinholz, angeblich aufgrund der Beziehung zu einer jüdischen Frau, die er vor dem Regime schützen wollte, nach Großbritannien. Bei Kriegsbeginn wurde er dort zeitweise interniert, um sich als NS-Gegner schließlich dem von der britischen Regierung ins Leben gerufenen Gustav Siegfried 1 zur Verfügung zu stellen, einem deutschsprachigen Propagandasender, der als deutscher Wehrmachts-Radiosender getarnt der subtilen Beeinflussung der deutschen Bevölkerung im Sinne der Alliierten diente. Der englische Journalist Sefton Delmer, der den Sender leitete, wählte Reinholz als einen von zwei Hauptsprechern aus, die sich als Wehrmachtsoffiziere tarnten: Während der Berliner Paul Sanders die Rolle des „Chefs“ übernahm, eines Offiziers alter preußischer Schule, der vermeintlich über den Sender seine Meinung an Angehörige einer nicht-genannten militärischen Organisation weitergab, spielte Reinholz den Hacken zusammenklappenden Adjutanten des Chefs und Ansager von dessen Auftritten. Daneben war Reinholz auch als Autor für das Programm tätig.
Hanns Reinholz bzw. John Reynolds starb am 20. Januar 1962 im Alter von 57 Jahren im Londoner Stadtbezirk Willesden. Er hinterließ eine Ehefrau namens Gerda.

## Schriften
- Der Fall Stinnes: Vom Industriekapitän zum Finanzpiraten! 1928. (mit Jo Tordy)
- Gloria stürmt den Himmel. 1937.
- Weißer Wolf kämpft um Brigitte. 1937.
- Junges Herz in Aufruhr. 1938. (1953 als Junges Herz in Aufruhr. Ein Roman seltsamer Schicksale. 1953)
- Visitenkarten aus dem Jenseits. 1939.
- Wie der Himmel im Mai. 1940.
- Mahnung aus der Vergangenheit. 1947.
- Blondes Glück am Senegal. Roman eines erregenden Geheimnisses. 1954.